# 蜀山街道

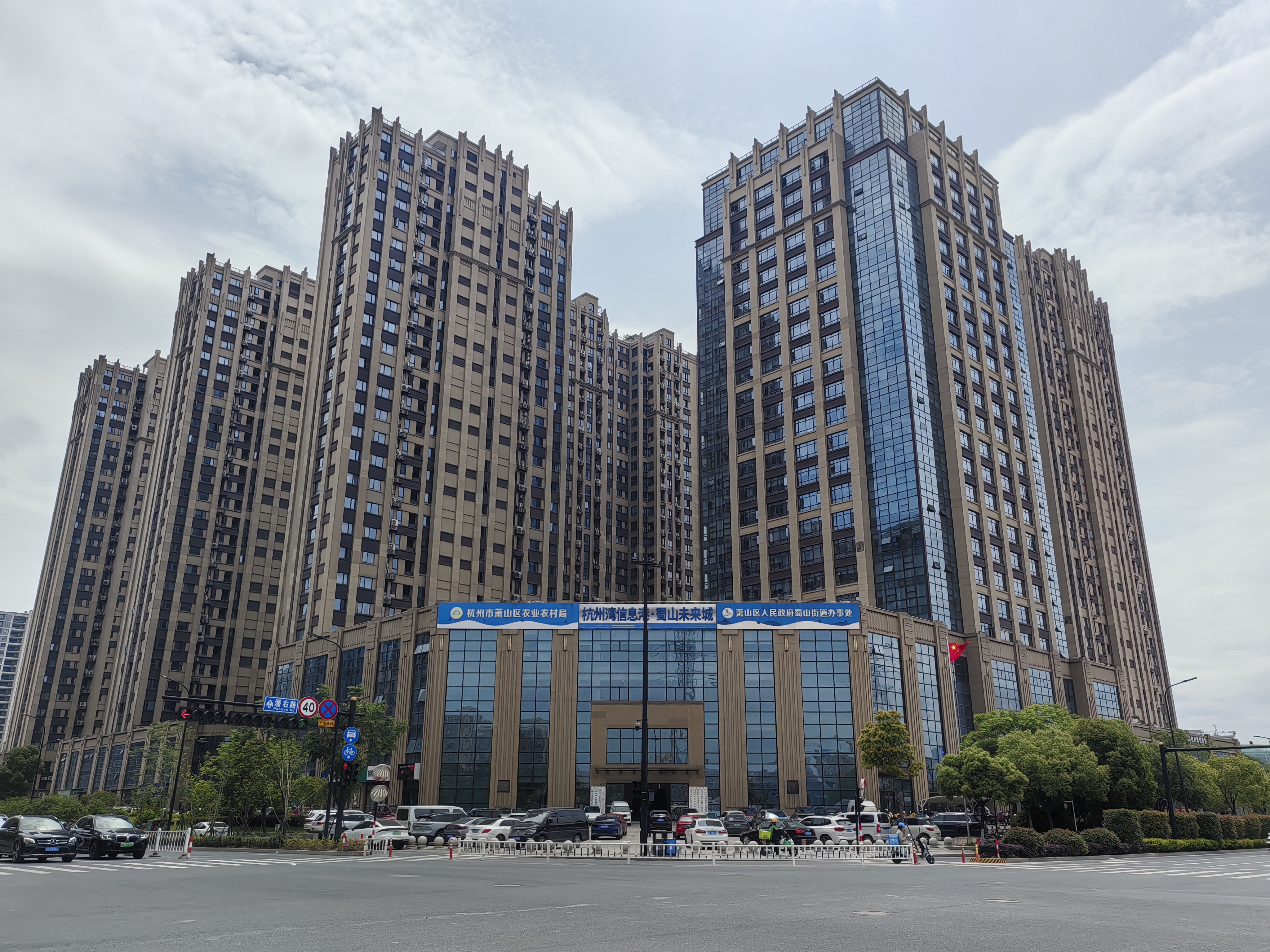
杭州市萧山区人民政府蜀山街道辦事處

蜀山街道是中华人民共和国浙江省杭州市萧山区下辖的一个街道，位于萧山区南部。辖区总面积33.7平方公里，2010年人口37181人，其中非农业人口18175人。2010年实现地区生产总值222816万元。

## 辖区
蜀山街道辖有：
- 社区（16）：湖山社区、金家埭社区、沈家里社区、联华社区、安桥社区、严家埭社区、戚家池社区、联丰社区、朝阳社区、向阳社区、曹家桥社区、鲁公桥社区、溪头黄社区、黄家河社区、越寨社区、祝家桥社区、广宁社区、山水苑社区；
- 行政村（8）：沙里吴村、桥头陈村、金西村、赵家墩村、湖东村、知章村、黄家章村、章潘桥村。